# Neuville-au-Bois

Neuville-au-Bois este o comună în departamentul Somme, Franța. În 1 ianuarie 2022 avea o populație de 146 de locuitori.